# Beit Jamal
Beit Jamal (Bet Gemal, ou Beit Jimal) (hébreu : בית ג'מאל; arabe : بيت جمال / الحكمه) est un village situé dans les collines de Judée (à une trentaine de kilomètres de Jérusalem), près de la limite sud de la ville de Bet Shemesh, où vit une communauté catholique de la congrégation des Salésiens souvent désignée par le même nom.
Le site se trouve sur une colline à 370 mètres au-dessus du niveau de la mer et à 65 kilomètres à l'est de la côte méditerranéenne. Il est constitué de trois bâtiments principaux et de plusieurs bâtiments annexes : un couvent pour les femmes, l'église Saint-Étienne et le couvent pour les hommes.

## Origine du nom

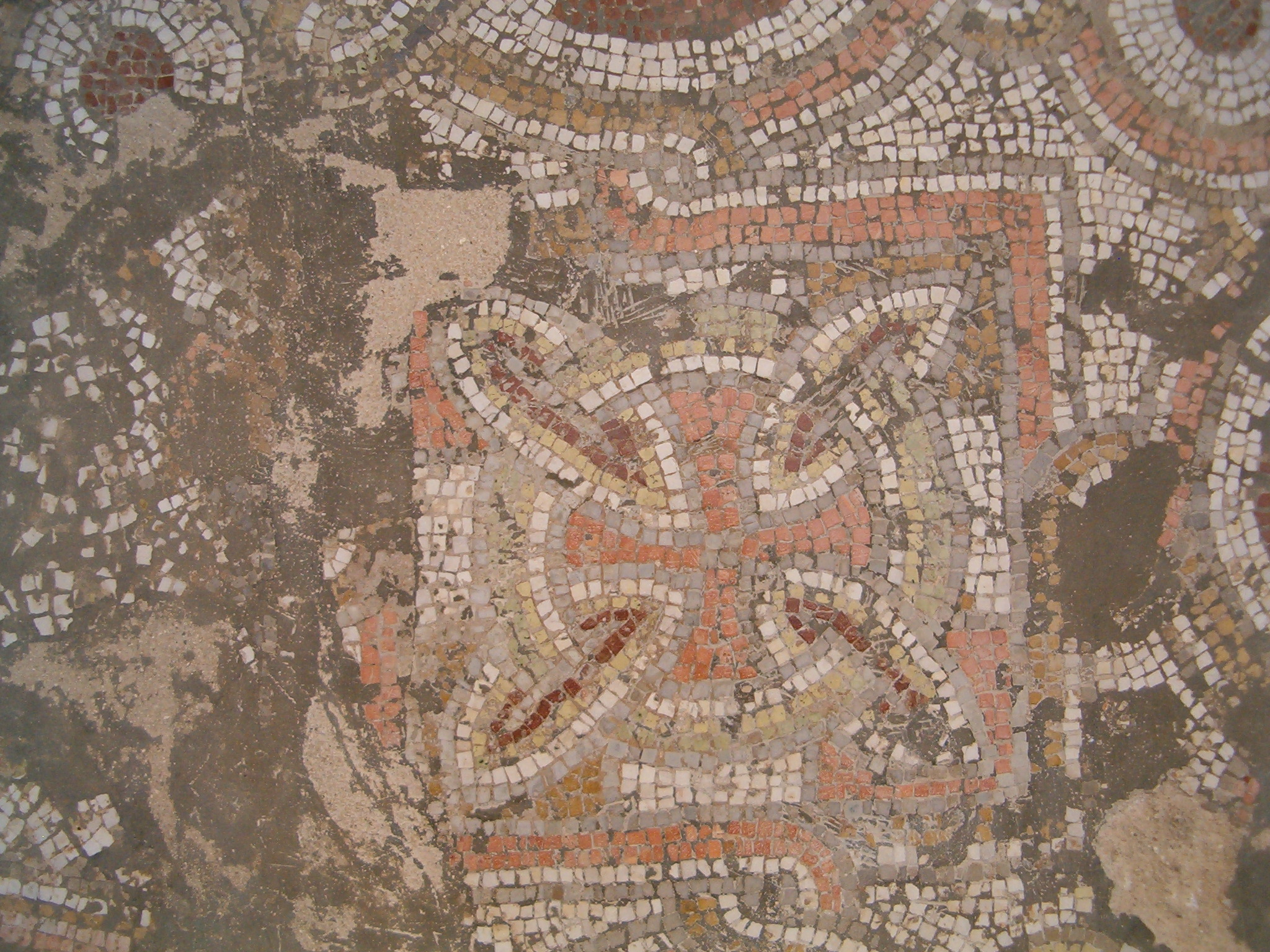
Mosaïque sur un mur extérieur de l'église Saint-Étienne (Ve siècle)

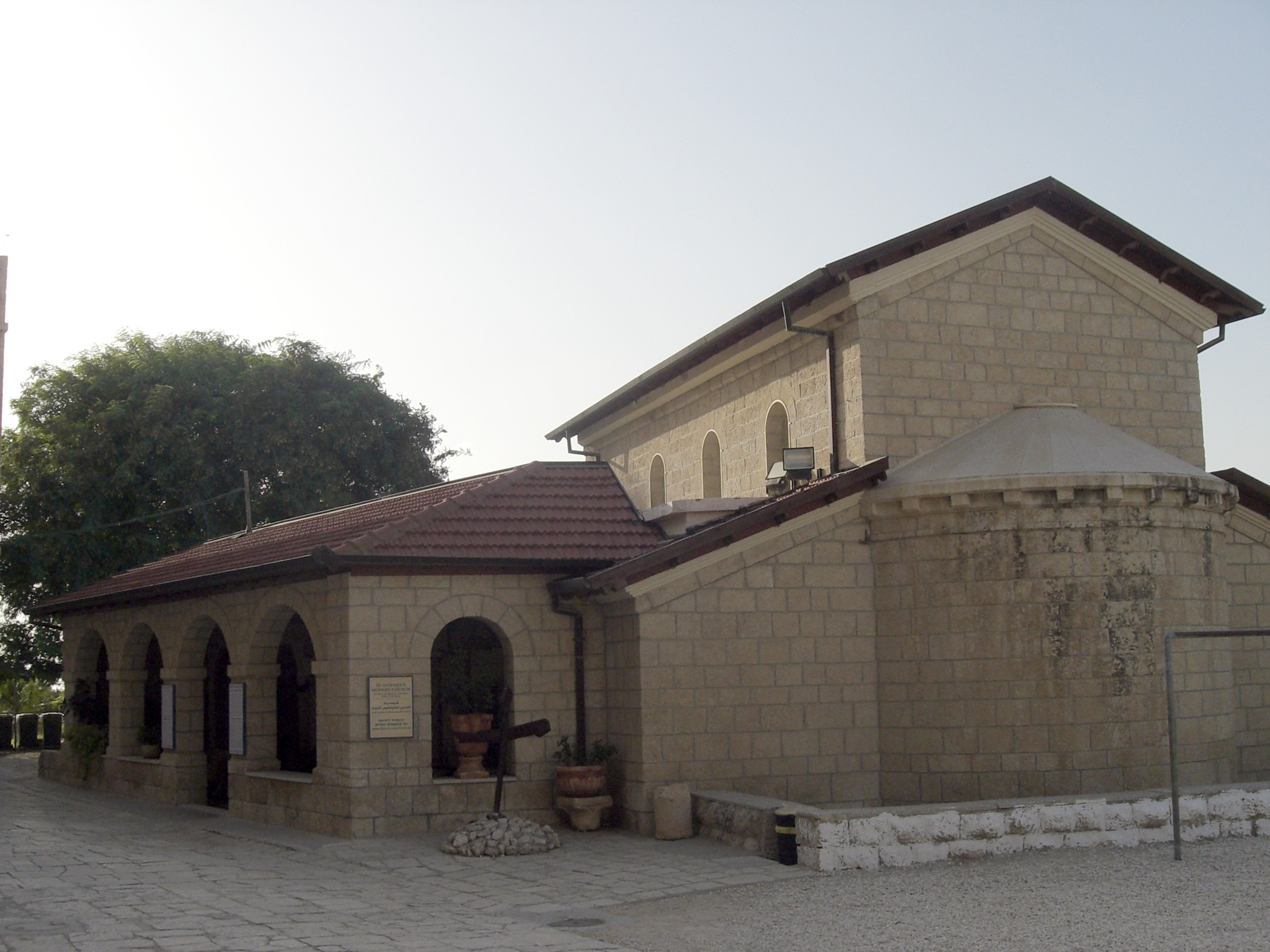
Église Saint-Étienne

En arabe comme en hébreu, le site est connu comme « Beit Jamal ». Ce complexe salésien est parfois référencé comme Beit Gemal, Bet Gemal ou Beit Jimal. Le nom du site provient du nom antique Kfar Gamla qui, selon des sources byzantines, aurait été ainsi nommé en référence au chef du Sanhédrin, Rabban Gamaliel l'ancien, petit-fils de Hillel.
Selon la tradition chrétienne, Gamaliel aurait été un membre secret du mouvement de Jésus et enterré ici, ainsi que saint Étienne, le premier martyr chrétien (proto-martyr), et Nicodème, lui aussi un adepte secret de Jésus. Un des fils de Gamaliel, Abibos, aurait aussi été enterré avec son père. En 415, leurs restes ont été exhumés par le prêtre Lucien, et remis à l'évêque Jean II de Jérusalem qui venait d'achever la construction de l'église Hagia Maria (Sainte-Marie en grec) sur le mont Sion, où s’élève aujourd'hui l'abbaye de la Dormition de Jérusalem. Comme souvent dans la tradition chrétienne antique, le lieu de la sépulture d'Étienne aurait été miraculeusement révélé à Lucien au cours d'un rêve. Les reliques ont alors été exposées pendant quelque temps dans l'église Hagia Maria de Jérusalem, puis celles de saint Étienne ont été transférées à Constantinople. Elles seraient aujourd'hui à Pise en Italie.
Des fouilles effectuées sur le site par Andrzej Strus ont mis au jour en 2003 une architrave ou un linteau en pierre avec une tabula ansata sur laquelle était inscrit « DIAKONIKON STEPHANOU PROTOMARTYROS » (diacre Étienne protomartyr). Un diakonikon est l'équivalent d'une sacristie où sont conservés des objets cultuels. L'inscription atteste l'ancienneté de cette tradition.
Cela permet d'identifier Bet Gemal avec l'ancien village de Kfar Gamla, lieu où selon des sources chrétiennes antiques saint Étienne aurait été enterré.
En 2013, la maison des salésiens a été taguée par des extrémistes israéliens (« mort aux Gentils ! » ou « Vengeance ! »),.

## La maison salésienne et le monastère Notre-Dame-de-l'Assomption
La maison salésienne de Beit Jamal (Bet Gemal, ou Beit Jimal) est une communauté catholique, dirigée par des salésiens. La propriété a été achetée en 1878 par le père Antonio Belloni, qui a fondé l'École d'agriculture de Beit Gemal à destination des garçons palestiniens de familles modestes et en particulier des orphelins. Les salésiens de Don Bosco ont repris l'établissement en 1892, après que le père Belloni se fut joint à eux avec quelques autres prêtres. L'école ferme en 1967 à l'époque de la Guerre des Six Jours.
Cette propriété salésienne est située dans les collines de Judée près de la ville de Bet Shemesh, à mi-distance entre Tel Aviv et Jérusalem. Il y a en fait deux maisons séparées, l'une pour les hommes et l'autre pour les femmes, ainsi qu'une petite église bien aménagée, placée sous le vocable de saint Étienne, construite en 1930 sur les ruines d'une église byzantine du Ve siècle découverte sur le site.
Les salésiens (au nombre de cinq en 2008) exercent toujours une activité agricole dans la viticulture, la récolte des olives et la production d'huile d'olive, aidés d'ouvriers agricoles. Les cépages utilisés sont principalement du cabernet-sauvignon, du chardonnay et du riesling. Le couvent possède une petite boutique qui propose à la vente l'huile et les vins fabriqués sur place. Il y a aussi une petite salle où des concerts sont joués certains week-ends.
Quant au couvent de femmes, depuis 1987 ce sont les Sœurs de Bethléem qui y vivent (remplaçant la première communauté des Filles de Marie-Auxiliatrice parties en 1985), avec l'appui au démarrage d'André Chouraqui, ancien vice-maire de Jérusalem. Juifs et Arabes sont accueillis dans un esprit de dialogue. La prieure générale de cette famille monastique contemplative y vit avec ses assistantes générales. Le monastère est placé sous le vocable de Notre-Dame de l'Assomption. Elles vivent de produits d'artisanat (notamment poteries, céramiques, icônes) vendus à la boutique. Un autre monastère des Sœurs de Bethléem se trouve à proximité à Deir Rafat. La branche masculine de cette famille vit un peu plus loin au monastère Notre-Dame-de-Maranatha.

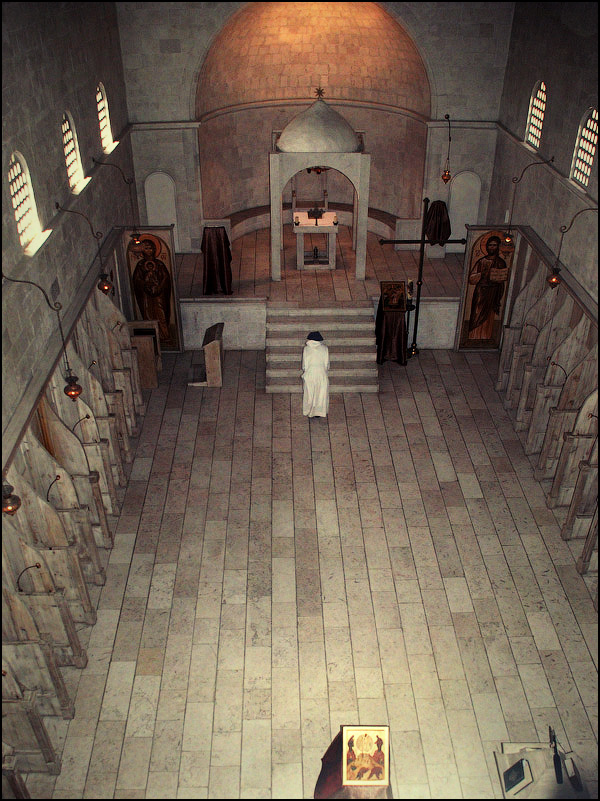
Intérieur de l'église des Sœurs de Bethléem

## Monastère Notre-Dame-de-Maranatha
Sur la colline de Tel Gamaliel se trouve depuis 2000 l'un des trois monastères des moines de Bethléem, congrégation contemplative fondée en France en 1951 pour les femmes et en 1976 pour les hommes. Une quinzaine de moines habitent dans l'un des bâtiments agricoles des salésiens qu'ils leur ont confié ; ils ont construit en plus des maisonnettes de bois avec enclos qui leur servent d'ermitage individuel, s'inspirant de la règle cartusienne.

## Station météorologique
La première station météorologique d'Israël a été fondée à Beit Jamal en 1919 et fonctionne toujours aujourd'hui.

## Photos de l'église Saint-Étienne

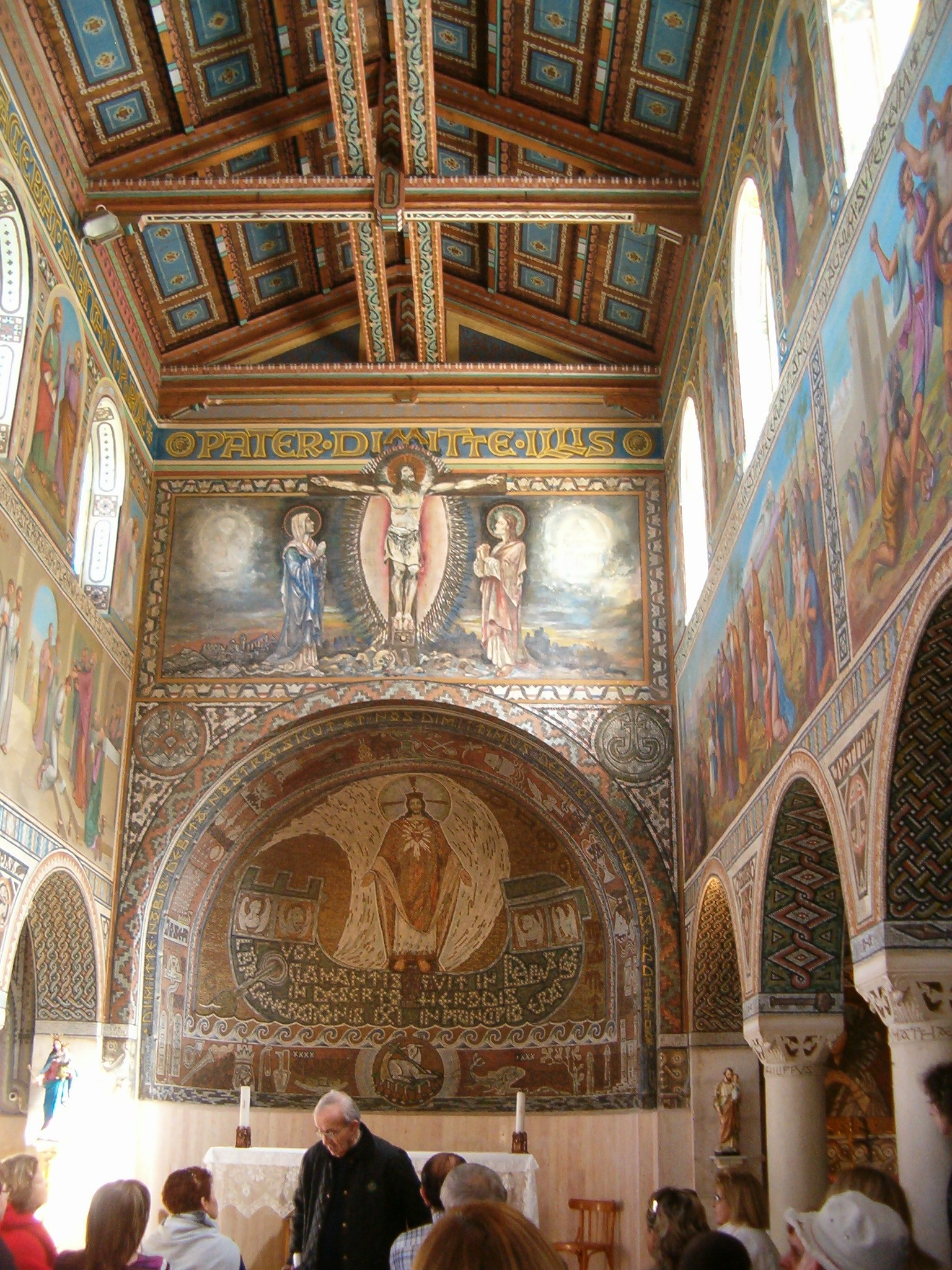
Plafond de l'église.
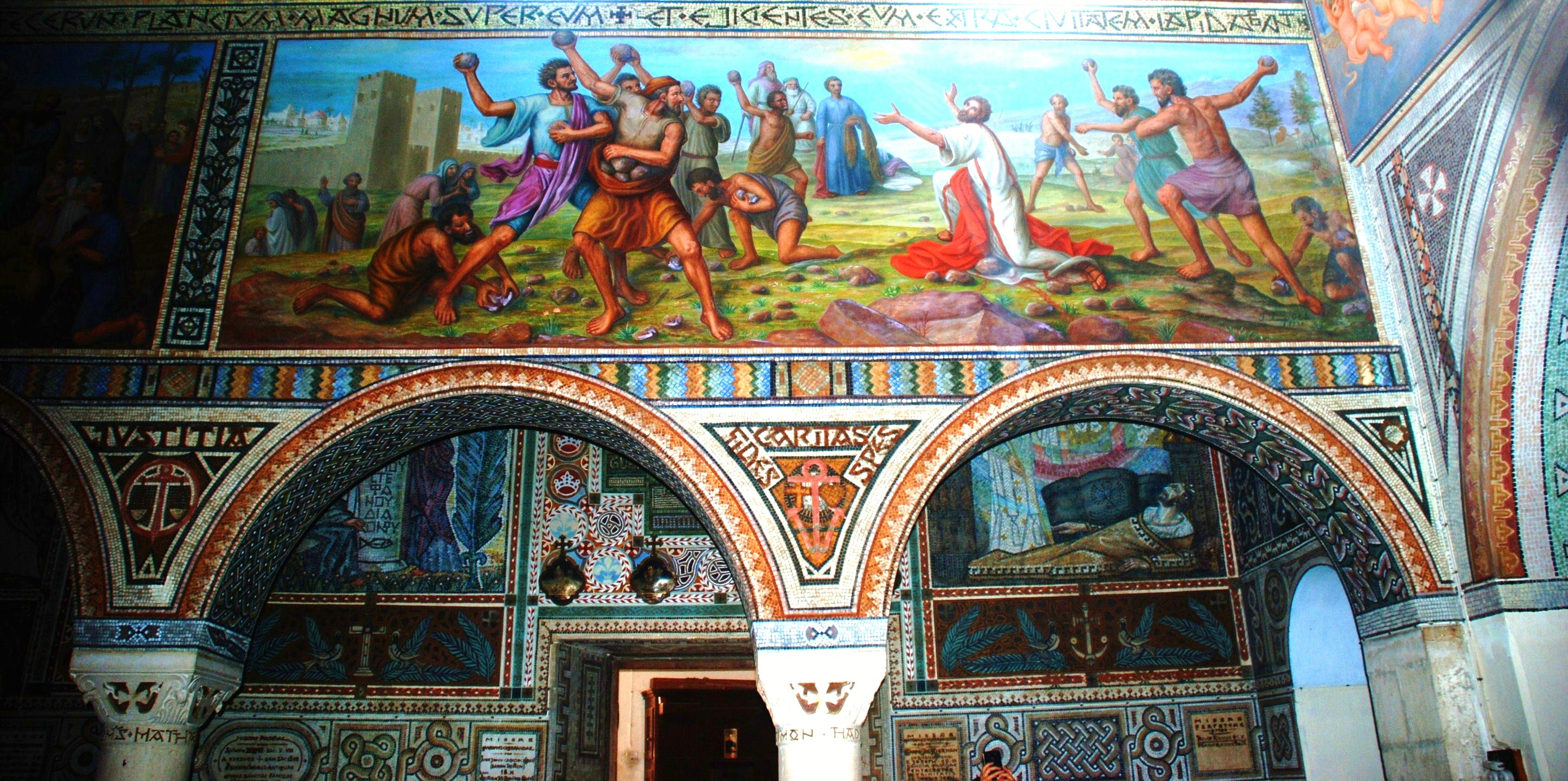
La lapidation d'Étienne (peinture murale).
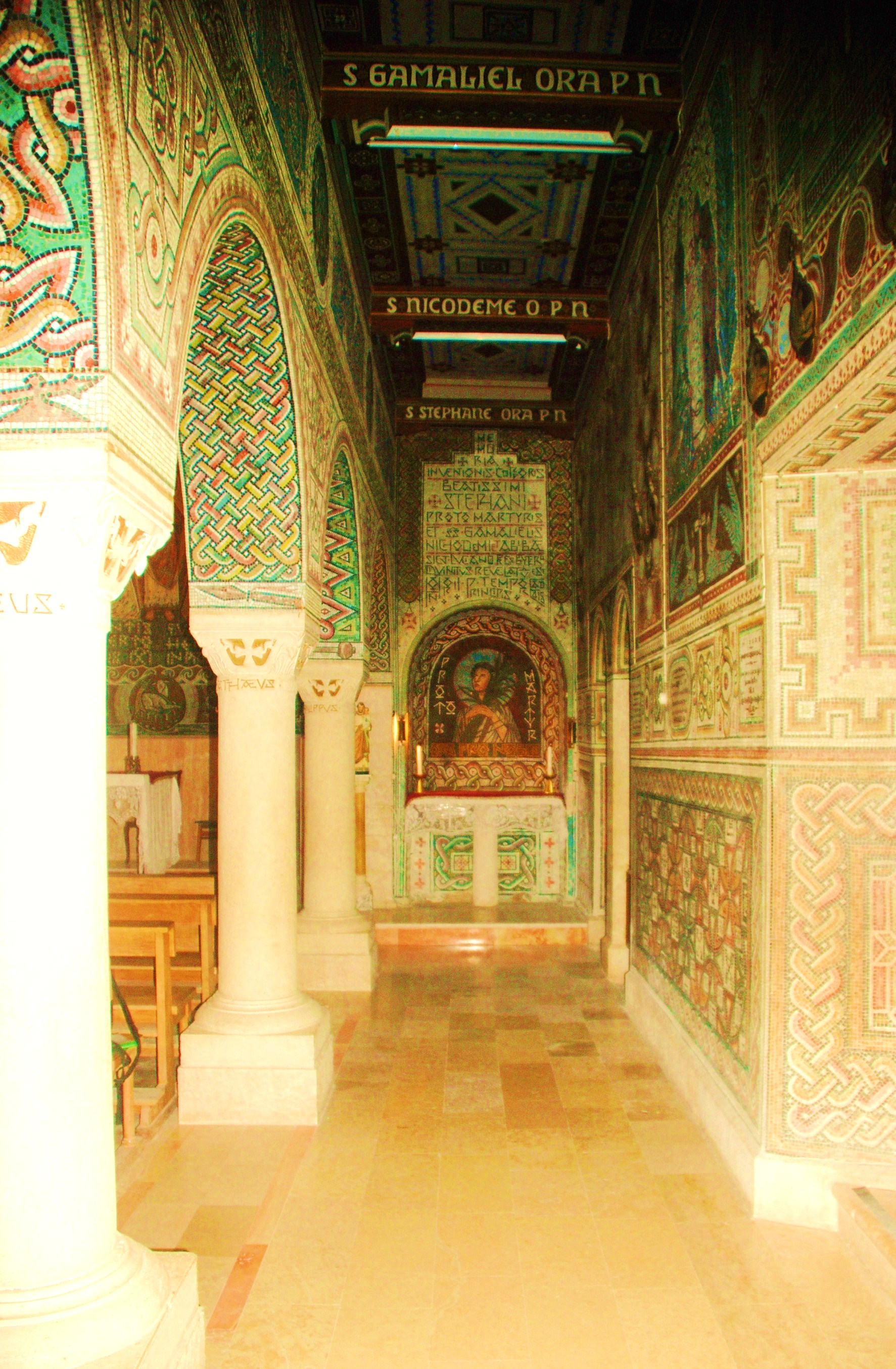
L'un des collatéraux.
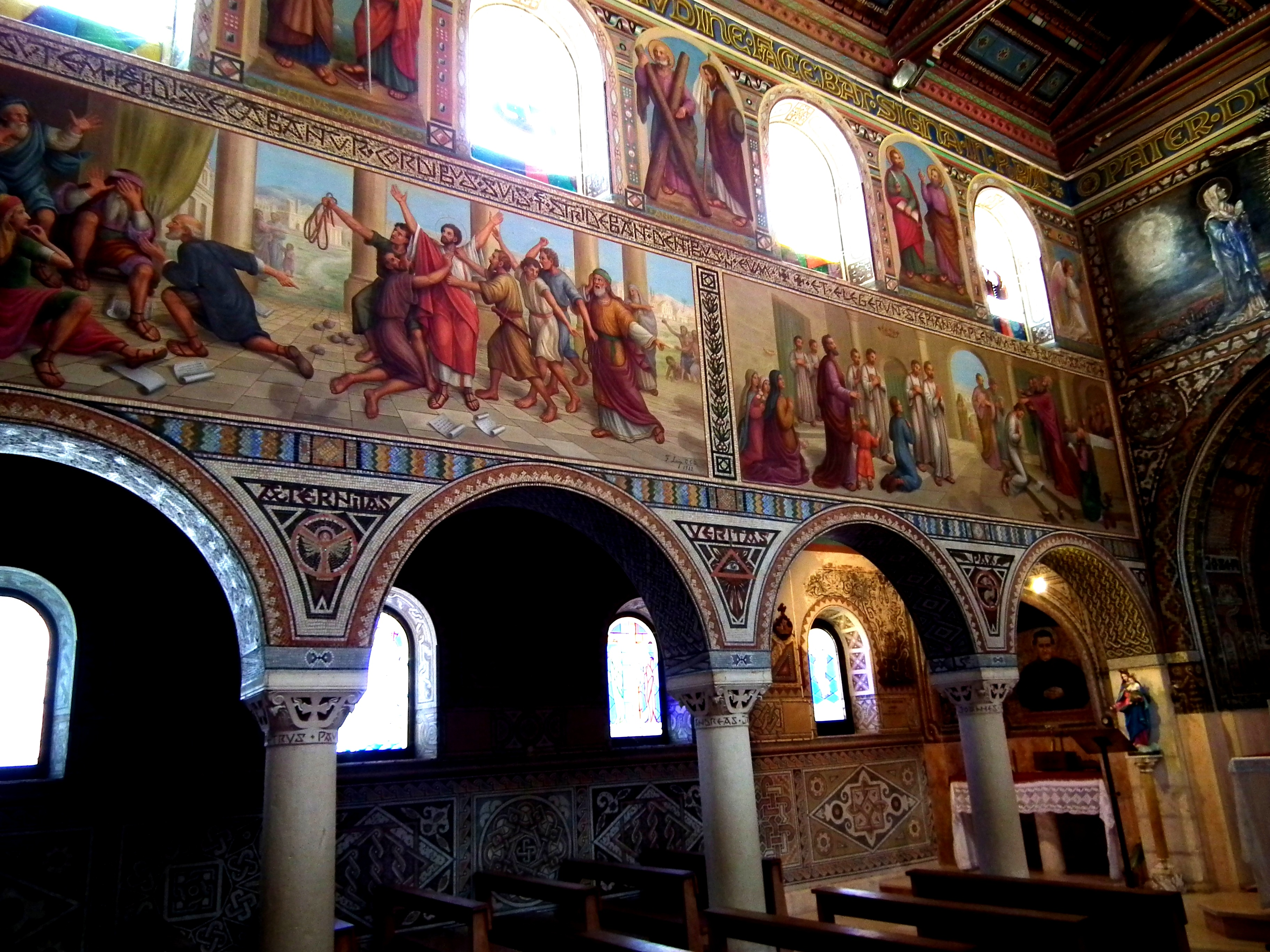
Vie de saint Étienne (peinture murale).